# 中目黒
中目黒（なかめぐろ）は、東京都目黒区の地名である。「なかめ」の略称で親しまれ、目黒区もこの略称を用いている。

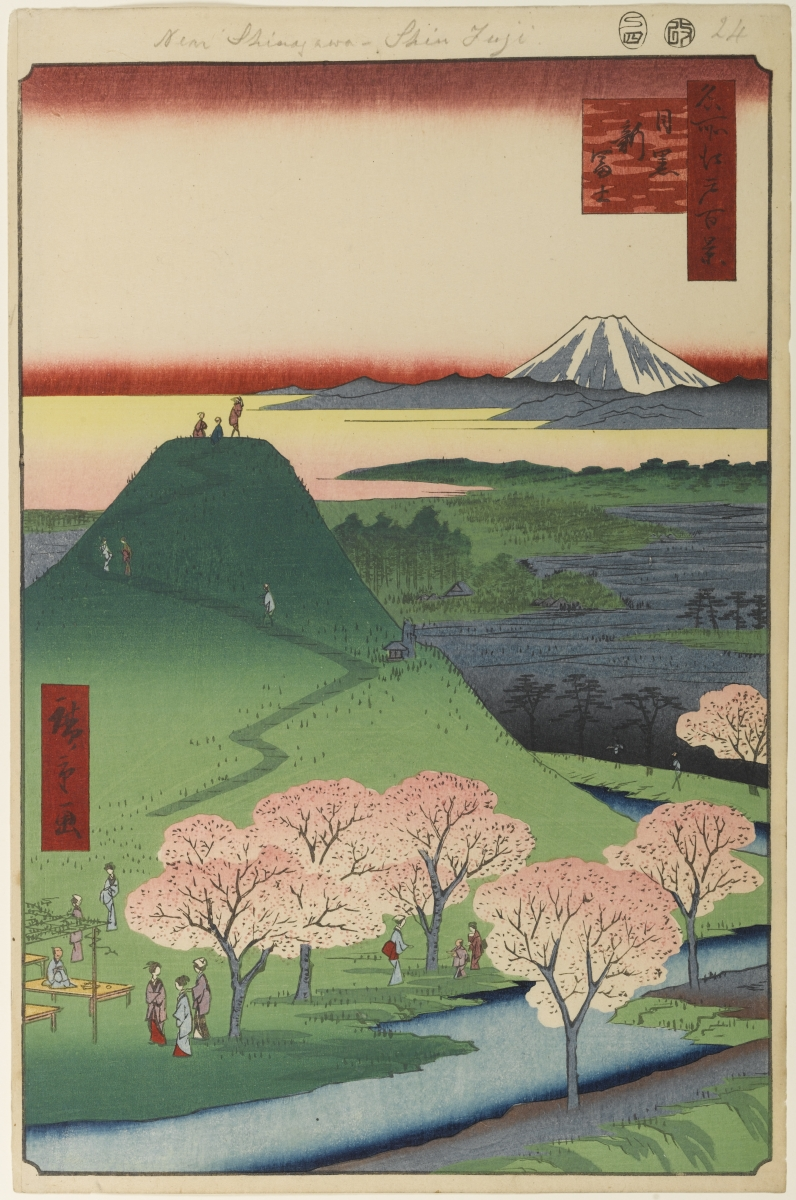
歌川広重

1. 目黒区東部にある町。現行行政地名は中目黒一丁目から五丁目。住居表示実施済区域。
2. 中目黒駅を中心とする一帯の汎称地名。駅周囲の住所は目黒区上目黒であり、「1」はその南東部に位置する。目黒区青葉台や、同東山のそれぞれ一部も広義の中目黒に含まれる[要出典][要検証 – ノート]。

## 地理・概要
東急東横線の東側を通る駒沢通りより、さらに東側の一帯である。一丁目から五丁目まで存在する。地区の中央を山手通り・目黒川が通っている。

### 地価
住宅地の地価は、2025年（令和7年）1月1日の公示地価によれば、中目黒3-14-7の地点で128万円/m2となっている。

## 歴史

### 地名の由来
旧：荏原郡中目黒村から。上目黒、青葉台、東山は旧：上目黒村である。一帯は現在、略して「ナカメ」と呼ばれることもある。

## 世帯数と人口
2025年（令和7年）3月1日現在（目黒区発表）の世帯数と人口は以下の通りである。
| 丁目         | 世帯数    | 人口     |
| ------------ | --------- | -------- |
| 中目黒一丁目 | 1,984世帯 | 3,004人  |
| 中目黒二丁目 | 1,343世帯 | 2,335人  |
| 中目黒三丁目 | 1,546世帯 | 2,684人  |
| 中目黒四丁目 | 1,994世帯 | 3,572人  |
| 中目黒五丁目 | 1,803世帯 | 3,166人  |
| 計           | 8,670世帯 | 14,761人 |

### 人口の変遷
国勢調査による人口の推移。
| 年                 | 人口   |
| ------------------ | ------ |
| 1995年（平成7年）  | 12,602 |
| 2000年（平成12年） | 13,417 |
| 2005年（平成17年） | 14,441 |
| 2010年（平成22年） | 14,146 |
| 2015年（平成27年） | 14,897 |
| 2020年（令和2年）  | 15,432 |

### 世帯数の変遷
国勢調査による世帯数の推移。
| 年                 | 世帯数 |
| ------------------ | ------ |
| 1995年（平成7年）  | 6,461  |
| 2000年（平成12年） | 7,435  |
| 2005年（平成17年） | 7,855  |
| 2010年（平成22年） | 7,770  |
| 2015年（平成27年） | 8,093  |
| 2020年（令和2年）  | 8,587  |

## 学区
区立小・中学校に通う場合、学区は以下の通りとなる（2025年4月現在）。
| 丁目         | 番地            | 小学校               | 中学校                 |
| ------------ | --------------- | -------------------- | ---------------------- |
| 中目黒一丁目 | 全域            | 目黒区立中目黒小学校 | 目黒区立目黒中央中学校 |
| 中目黒二丁目 | 全域            | 目黒区立中目黒小学校 | 目黒区立目黒中央中学校 |
| 中目黒三丁目 | 全域            | 目黒区立中目黒小学校 | 目黒区立目黒中央中学校 |
| 中目黒四丁目 | 1〜6番 11〜16番 | 目黒区立中目黒小学校 | 目黒区立目黒中央中学校 |
| 中目黒四丁目 | 7〜10番         | 目黒区立田道小学校   | 目黒区立大鳥中学校     |
| 中目黒五丁目 | 1〜7番 22〜23番 | 目黒区立中目黒小学校 | 目黒区立目黒中央中学校 |
| 中目黒五丁目 | 24〜28番        | 目黒区立上目黒小学校 | 目黒区立目黒中央中学校 |
| 中目黒五丁目 | 8〜21番         | 目黒区立油面小学校   | 目黒区立目黒中央中学校 |

## 交通

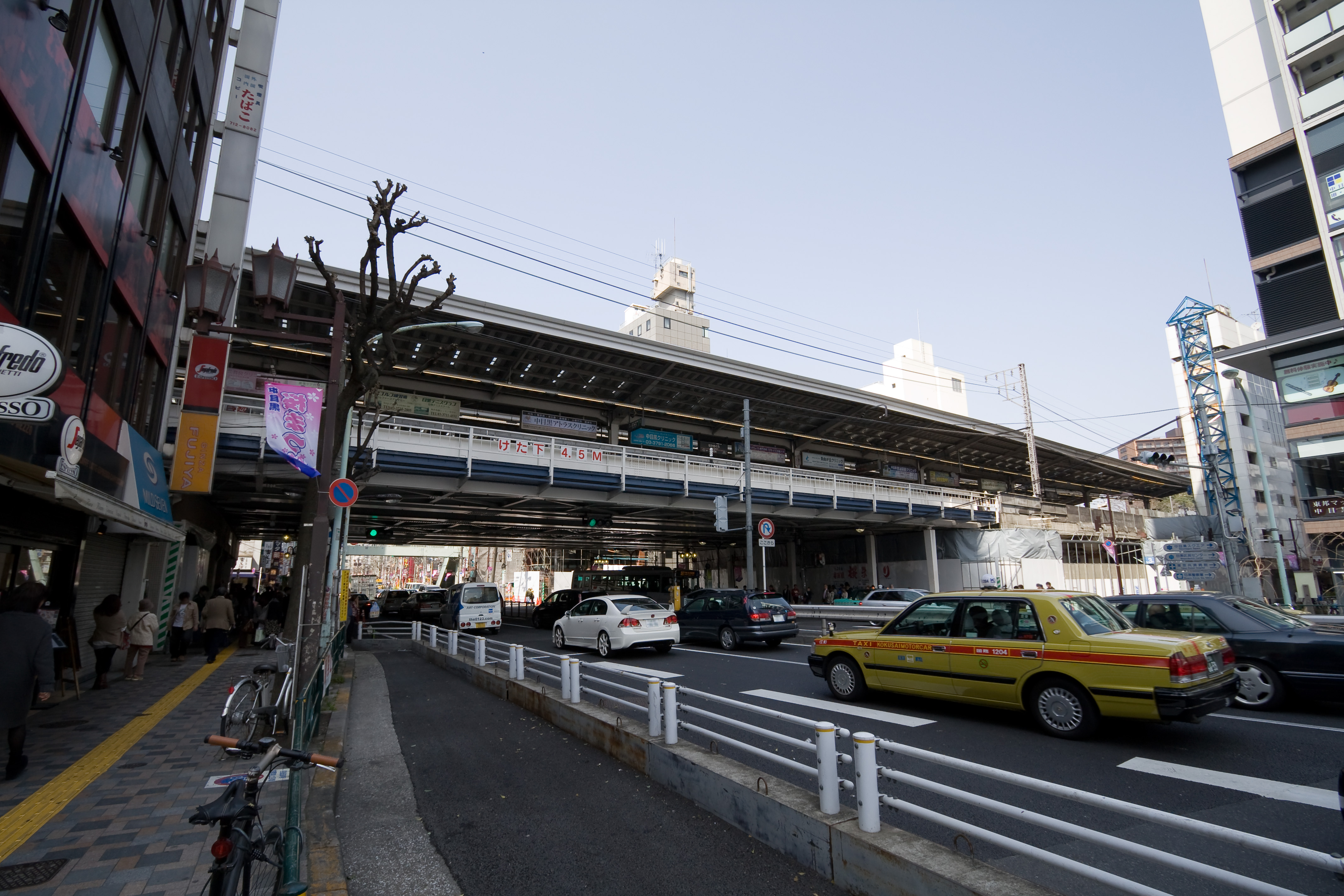
中目黒駅

中目黒駅を通る鉄道は東急東横線および地下鉄日比谷線である。東横線経由では渋谷および横浜方面、日比谷線経由では六本木・霞ヶ関・銀座方面へ直通する。また、山手通り、駒沢通りには、ともに東急バスの路線が通っている。
道路は、山手通り（環状六号線）と駒沢通りが交差する地点にある。また、山手通りの地下には首都高速中央環状線の品川線が通っているが、中目黒地域に出入口はない。

## 事業所
2021年（令和3年）現在の経済センサス調査による事業所数と従業員数は以下の通りである。
| 丁目         | 事業所数  | 従業員数 |
| ------------ | --------- | -------- |
| 中目黒一丁目 | 206事業所 | 2,337人  |
| 中目黒二丁目 | 120事業所 | 4,247人  |
| 中目黒三丁目 | 161事業所 | 1,248人  |
| 中目黒四丁目 | 72事業所  | 314人    |
| 中目黒五丁目 | 83事業所  | 848人    |
| 計           | 642事業所 | 8,994人  |

### 事業者数の変遷
経済センサスによる事業所数の推移。
| 年                 | 事業者数 |
| ------------------ | -------- |
| 2016年（平成28年） | 544      |
| 2021年（令和3年）  | 642      |

### 従業員数の変遷
経済センサスによる従業員数の推移。
| 年                 | 従業員数 |
| ------------------ | -------- |
| 2016年（平成28年） | 6,752    |
| 2021年（令和3年）  | 8,994    |

## 汎称地名としての中目黒
上目黒には目黒区役所があり、目黒区の行政の中心地域となっている。また、中目黒駅周囲再開発が行われ、2002年には上目黒二丁目地区に中目黒ゲートタウン、2009年には上目黒一丁目地区に「ナカメアルカス（中目黒アトラスタワー）」が完成した。
中目黒駅周辺には小規模な飲食店やパチンコ店などが多い。駅周辺のガード下は下町の風情がある飲み屋街だったが、2008年に中目黒駅改良工事と高架橋の耐震補強工事が開始されたことに伴い、全て閉店した。一方、山手通り沿いには中層のマンションや雑居ビルが並ぶが、それらの建物には人気飲食店や芸能事務所の入居なども見られる。
山手通りから離れると、諏訪山と呼ばれる台地があり、住宅地となっている。その麓の元は水田で、のちに中小工場地帯となった地域には、中流サラリーマンや一人暮らしのOLが住むようなマンションが多い。また、もともと軍用地だった東山一帯は官舎、団地が多い。賃貸住宅の家賃は、区内の他地区に比べ若干高い。
防衛庁（当時）移転計画に基づき港区六本木の檜町駐屯地にあった防衛庁本庁舎が市ヶ谷駐屯地に移転するあおりを受け、統合幕僚学校および陸海空幹部学校は目黒基地へ移駐。
山手通りに沿ってほぼ北側に東南方向へて目黒川が流れている。川沿い、特に中目黒から池尻大橋駅にかけてには桜並木が整備されており、桜の季節には多くの人で賑わう。近年、川沿いにはカフェ・ファッション・雑貨などの店が増加している。店は比較的小規模ながら、オーナーや店長が若く野心的であり、個性的な店が多かったが、代官山からの回遊性のために、近年は代官山と似た傾向になりつつある。店舗となる物件の少なさ故、家賃が高騰し、徐々に体力のある企業による出店が増えている。
駅前では蛇崩川が目黒川とほぼ直角に合流する。蛇崩川は暗渠になっており川は見えない。合流地点は広場となっている。
もともと、タケノコの一大産地だった碑文谷地区とともに都市近郊農村で、代官山（青葉台）を流れていた三田用水や目黒川での水車による精米製粉業、染色業、その後、三田用水を工業用水とする硝煙製造、ビール製造（のちのヱビスビール）などを手初めに中小工業地帯となった。その後、現東急電鉄による住宅地としてのブランド戦略が功を奏し、人気の高い住宅地として開発され現在に至る。
ダイエーが1964年に東京に初出店した際の3店舗のうちの一つが中目黒店で、現在の駒沢通りと山手通りの交差点の北側に立地していた。

## 出身・ゆかりのある人物
- 近藤重蔵（北方探検家）
- 広部清兵衛（広部銀行頭取）- 住所が中目黒八幡[16]。

## その他

### 日本郵便
- 郵便番号 : 153-0061[3]（集配局 : 目黒郵便局[17]）。